# Lina Salomé
Lina Matos Estévez (Santiago de Cuba, 30 de octubre de 1930-Miami, Florida, 25 de febrero de 2001), conocida como Lina Salomé, fue una actriz y vedette cubana.

## Biografía y carrera

### Primeros años
Lina Matos Estévez nació el 30 de octubre de 1930 en Santiago de Cuba.

### Trayectoria y vida
Debutó en la cinta dramática Mi campeón (1952), protagonizada por Niní Marshall y Joaquín Pardavé. Siguió bailando en La mentira (1952) con Marga López, Jorge Mistral y Gina Cabrera. Participó en El vividor (1956), junto a Germán Valdés "Tin-Tan", y obtuvo su primer papel importante como Genoveva, la hija de Arturo de Córdova y Libertad Lamarque, en Bodas de oro (1956). También interpretó a la bailarina Ana «Anita» Prado, una bella mujer querida por los personajes interpretados por Luis Aguilar, Agustín Lara y Pedro Vargas, en la comedia musical Los tres bohemios y su secuela Los chiflados del rock and roll (ambas de 1957). Tuvo su primer papel estelar en el drama Alma de acero (1957) con Luis Aguilar y Víctor Parra.
En 1957, se retiró de los medios de entretenimiento tras contraer matrimonio con el actor cubano Alejandro Lugo, con quien procreó a su única hija, Dalina Chaillo Matos. Ambos estuvieron juntos hasta 1996, año en que Lugo murió.

## Muerte
El 25 de febrero de 2001, Salomé falleció en Miami, Florida, a los 70 años de edad. Sus restos fueron cremados y entregados a su hija.